# Erich Hartmann
Erich Hartmann, född 19 april 1922 i Weissach, död 20 september 1993 i Weil im Schönbuch, var en tysk stridspilot under andra världskriget. Han stred i det tyska flygvapnet Luftwaffe på östfronten och är en av tidernas främsta flygaräss. Efter andra världskriget var han officer i Bundeswehr. 
Med 352 nerskjutna plan (av vilka 345 var sovjetplan, varav 260 jaktplan) i 825 olika luftstrider är han först på listan över flest nerskjutna motståndare. Han själv blev aldrig nedskjuten men fick dock nödlanda 16 gånger under kriget på grund av splitter och material från sönderskjutna mål i luften men skadades aldrig. 
Efter kriget tillbringade han tio år som krigsfånge i Sovjetunionen innan han 1955 kunde återvända till Västtyskland där han fortsatte sin karriär inom det tyska flygvapnet. Han avgick som överste 1970 efter meningsmotsättningar med sina överordnade och den politiska ledningen om Lockheed F-104 Starfighter-planens lämplighet.